# Anja Stadlober
Anja Stadlober (* 4. April 1984 in Friesach, Kärnten) ist eine österreichische Schauspielerin, Hörspielsprecherin, Hörbuchsprecherin, Synchronregisseurin und Synchronsprecherin.

## Leben
Stadlober wurde in Deutschland durch ihre Hauptrolle als Vera Seiffert in der Kinderserie Schloss Einstein bekannt, bei der sie zur ersten Schülergeneration gehörte (1998 bis 2001). In der deutschen Fantasy-Komödie Zwei vom Blitz getroffen war sie 2000 an der Seite von Mariele Millowitsch und Friederike Kempter zu sehen. Im Jahr 2001 arbeitete sie zwischenzeitlich als Nachrichtensprecherin beim privaten Radiosender Fortuna aus Heusenstamm (Hessen). Mittlerweile ist sie vorrangig als Synchronsprecherin tätig. Stadlober ist unter anderem die Synchronstimme für Mila Kunis, Olivia Wilde und Emma Stone.
Anja Stadlober ist die Schwester von Robert Stadlober.

## Filmografie
- 1998–2002: Schloss Einstein (Fernsehserie, 97 Folgen)
- 2000: Wolffs Revier (Fernsehserie, eine Folge)
- 2001: Sommer und Bolten: Gute Ärzte, keine Engel (Fernsehserie, eine Folge)
- 2001: Die Kumpel (Fernsehserie, eine Folge)
- 2002: SOKO Leipzig (Fernsehserie, eine Folge)
- 2002: Große Mädchen weinen nicht
- 2002: Für alle Fälle Stefanie (Fernsehserie, eine Folge)
- 2002–2003: Pengo! Steinzeit! (Fernsehserie)

## Synchronarbeit (Auswahl)
Emma Stone
- 2007: Superbad, Rolle: Jules
- 2009: Zombieland, Rolle: Wichita
- 2009: Der Womanizer – Die Nacht der Ex-Freundinnen, Rolle: Allison Vandermeersh
- 2010: Einfach zu haben, Rolle: Olive Penderghast
- 2011: Crazy, Stupid, Love., Rolle: Hannah Weaver
- 2011: The Help, Rolle: Eugenia „Skeeter“ Phelan
- 2012: The Amazing Spider-Man, Rolle: Gwen Stacy
- 2013: Gangster Squad Rolle: Grace Faraday
- 2013: Movie 43, Rolle: Veronica
- 2014: The Amazing Spider-Man 2: Rise of Electro, Rolle: Gwen Stacy
- 2014: Birdman oder (Die unverhoffte Macht der Ahnungslosigkeit), Rolle: Sam Thomson
- 2016: La La Land, Rolle: Mia Dolan
- 2017: Battle of the Sexes – Gegen jede Regel, Rolle: Billie Jean King
- 2018: Maniac (Fernsehserie), Rolle: Annie Landsberg
- 2018: The Favourite – Intrigen und Irrsinn, Rolle: Abigail Masham
- 2019: Zombieland: Doppelt hält besser, Rolle: Wichita
- 2023: Poor Things, Rolle: Bella Baxter

Krysten Ritter
- 2007–2008: Gilmore Girls (Fernsehserie), Rolle: Lucy
- 2008: 27 Dresses, Rolle: Gina
- 2008: Love Vegas, Rolle: Kelly
- 2008–2009: Ehe ist… (Fernsehserie), Rolle: Allison Stark
- 2009: Shopaholic – Die Schnäppchenjägerin, Rolle: Suze
- 2009–2011: Breaking Bad (Fernsehserie), Rolle: Jane Margolis
- 2010: Zu scharf um wahr zu sein, Rolle: Patty
- 2011: Life Happens, Rolle: Kim
- 2015: Marvel’s Jessica Jones (Fernsehserie), Rolle: Jessica Jones
- 2024: Sonic the Hedgehog 3 Rolle: Direktorin Rockwell

Mila Kunis
- 2007: Boot Camp, Rolle: Sophie
- 2010: Date Night – Gangster für eine Nacht, Rolle: „Whippit“ Tripplehorn/Felton
- 2011: Black Swan, Rolle: Lily
- 2011: Freunde mit gewissen Vorzügen, Rolle: Jamie
- 2012: Ted, Rolle: Lori Collins
- 2013: Blood Ties, Rolle: Natalie
- 2013: Die fantastische Welt von Oz, Rolle: Theodora
- 2014: Annie, Rolle: Andrea Alvin
- 2015: Jupiter Ascending, Rolle: Jupiter Jones
- 2016: Bad Moms, Rolle: Amy Mitchell
- 2017: Bad Moms 2, Rolle: Amy Mitchell
- 2018: Bad Spies, Rolle: Audrey

Olivia Wilde
- 2005: O.C., California (Fernsehserie), Rolle: Alex Kelly
- 2008–2012: Dr. House, (Fernsehserie) Rolle: Dr. Remy „Dreizehn“ Hadley
- 2009: Year One – Aller Anfang ist schwer, Rolle: Prinzessin Inanna
- 2011: Tron: Legacy, Rolle: Quorra
- 2011: In Time – Deine Zeit läuft ab, Rolle: Rachel Salas
- 2011: In Northwood, Rolle: Mia Conlon
- 2012: Zeit zu leben, Rolle: Hannah
- 2012: Cold Blood – Kein Ausweg. Keine Gnade., Rolle: Liza
- 2013: Drinking Buddies – Erwachsen werden ist schwer, Rolle: Kate
- 2013: Der unglaubliche Burt Wonderstone, Rolle: Jane
- 2014: Her, Rolle: Blind date
- 2020: Der Fall Richard Jewell, Rolle: Kathy Scruggs

Paris Hilton
- 2004–2008: The Simple Life (Doku-Serie)
- 2005: House of Wax, Rolle: Paige Edwards
- 2007: Die Party Animals sind zurück!, Rolle: Victoria English
- 2008: The Hottie & the Nottie – Liebe auf den zweiten Blick, Rolle Cristabelle Abbott

Yuuko Miyamura
- 2003: Detektiv Conan – Die Kreuzung des Labyrinths, Rolle: Kazuha Toyama
- 2003: Detektiv Conan (Anime), Rolle: Kazuha Tōyama
- 2006: Detektiv Conan: Das Requiem der Detektive, Rolle: Kazuha Toyama
- 2009: Detektiv Conan: Der nachtschwarze Jäger, Rolle: Kazuha Toyama
- 2010: Detektiv Conan: Das verlorene Schiff im Himmel, Rolle: Kazuha Toyama
- 2013: Detektiv Conan: Detektiv auf hoher See, Rolle: Kazuha Toyama

Kate Micucci
- 2010: Ehe ist… (Fernsehserie), Rolle. Allison Stark
- 2010–2014: Raising Hope (Fernsehserie), Rolle: Shelley
- 2013: The Big Bang Theory (Fernsehserie), Rolle: Lucy
- 2020: Mom (Fernsehserie), Rolle: Patty

Samaire Armstrong
- 2006: It’s a Boy Girl Thing, Rolle: Nell Bedworth
- 2006: Zum Glück geküsst, Rolle: Maggie
- 2007: Stay Alive, Rolle: Abigail

Jennifer Hudson
- 2008: Sex and the City – Der Film, Rolle: Louise
- 2009: Winged Creatures, Rolle: Kathy Archenault
- 2009: Die Bienenhüterin, Rolle: Rosaleen Daise

Toa Yukinari
- 2012: Berserk Das Goldene Zeitalter I, Rolle: Casca
- 2013: Berserk Das Goldene Zeitalter II, Rolle: Casca
- 2014: Berserk Das Goldene Zeitalter III, Rolle: Casca

Rita Ora
- 2015: Fifty Shades of Grey, Rolle: Mia Grey
- 2017: Fifty Shades of Grey – Gefährliche Liebe, Rolle: Mia Grey
- 2019: Pokémon Meisterdetektiv Pikachu, Rolle: Dr. Ann Laurent

Kendra Wilkinson
- 2005–2010: The Girls of the Playboy Mansion (Fernsehserie)
- 2009–2011: Kendra (Fernsehserie)

Rihanna
- 2012: Battleship, Rolle: Raikes
- 2013: Das ist das Ende, Rolle: Rihanna

Alia Shawkat
- 2012: Die Tochter meines besten Freundes, Rolle: Vanessa Walling
- 2014–2015: Getting On – Fiese alte Knochen (Fernsehserie), Rolle: Colleen Hoover

Aubrey Plaza
- 2015: Playing It Cool, Rolle: Mallory
- 2019: Child’s Play, Rolle: Karen Barclay

Mary Chieffo
- 2017–2019: Star Trek: Discovery (Fernsehserie), Rolle: L’Rell
- 2023: Navy CIS (Fernsehserie), Rolle: Sierra Thompson

Nao Touyama
- 2019: Goblin Slayer (Anime), Rolle: Hochelfin
- 2020: Goblin Slayer: Goblin's Crown, Rolle: Hochelfin

### Filme
- 2002: Für Kristen Stewart in Panic Room, Rolle: Sarah Altman
- 2003: Für Nikki Reed in Dreizehn, Rolle: Evie Zamora
- 2006: Für Drew Sidora in Step Up, Rolle: Lucy Avila
- 2007: Für Rachael Taylor in Transformers, Rolle: Maggie Madsen
- 2009: Für Mary Lynn Rajskub in Julie & Julia, Rolle: Sarah
- 2010: Für Katheryn Winnick in Kiss & Kill, Rolle: Vivian
- 2012: Für Nicki Minaj in Ice Age 4 – Voll verschoben, Rolle: Hailey
- 2012: Für Meagan Good in Denk wie ein Mann, Rolle: Mya
- 2012: Für Blake Lively in Savages, Rolle: O
- 2012: Für Lizzy Caplan in Die Hochzeit unserer dicksten Freundin, Rolle: Gena
- 2017: Für Ruby Rose in xXx: Die Rückkehr des Xander Cage, Rolle: Adele Wolff
- 2019: Für Claudia Tagbo in Monsieur Claude 2, Rolle: Nicole
- 2019: Für Mandy Moore in Midway – Für die Freiheit, Rolle: Anne Best
- 2020: Für Jurnee Smollett in Birds of Prey: The Emancipation of Harley Quinn, Rolle: Dinah Lance / Black Canary

### Serien
- 1998–2001: Für Pam Segall in Disneys Große Pause, Rolle: Ashley Spinelli
- 2000–2001: Für Cree Summer in Simsalabim Sabrina, Rolle: Chloe Flan
- 2003–2011: Für Allison Mack in Smallville, Rolle: Chloe Sullivan
- 2005–2006: Für Kristin Cavallari in Laguna Beach, Rolle: Kristin Cavallari
- 2006: Für Ayako Kawasumi in Kujibiki Unbalance, Rolle: Kasumi Kisaragi
- 2006–2008, 2010: Für Sarah Utterback in Grey’s Anatomy, Rolle: Olivia Harper
- seit 2006: Für Rachael MacFarlane in American Dad, Rolle: Hayley Smith
- 2008: Für Katie Carr in Heroes, Rolle: Caitlin
- 2008: Für Camille McDonald und Tiffany Richardson in America’s Next Top Model
- 2008–2014/2020: Für Dawn-Lyen Gardner in Star Wars: The Clone Wars (Staffel 5 Folge 2 als Steela Gerrera)
- 2010: Für Laura Clery in Ehe ist…, Rolle: Allison Stark
- 2010: Für Lindsey Broad in Ehe ist…, Rolle: Allison Stark
- 2010–2020: Für Taryn Manning in Hawaii Five-0, Rolle: Mary Ann McGarret
- 2010–2013: Für Caterina Scorsone in Private Practice, Rolle: Dr. Amelia Shepherd
- 2010–2014, 2017: Für Arielle Kebbel in Vampire Diaries, Rolle: Alexia „Lexi“ Branson
- 2011: Für Joanna García in Gossip Girl, Rolle: Bree Buckley
- 2011: Für Erin Karpluk in Being Erica – Alles auf Anfang, Rolle: Erica Strange
- seit 2011: Für Caterina Scorsone in Grey’s Anatomy, Rolle: Dr. Amelia Shepherd
- 2011–2018: Für Olivia Olson in Adventure Time, Rolle: Marceline
- 2012–2013: Für Jenni „JWoww“ Farley in Snooki & JWoww, Rolle: Jenny
- 2012–2018: Für Zooey Deschanel in New Girl, Rolle: Jessica Day
- 2013–2019: Für Alanna Masterson in The Walking Dead, Rolle: Tara Chambler
- 2014–2017: Für Jacqueline Toboni, in Grimm, Rolle: Theresa „Trubel“ Rubel
- 2014–2017: Für Jessica Parker Kennedy in Black Sails, Rolle: Max
- 2014–2019: Für Jennifer Paz in Steven Universe, Rolle: Lapis lazuli
- 2014–2020: Für Chloe Bennet, in Marvel’s Agents of S.H.I.E.L.D., Rolle: Skye
- 2015: Für Kylie Bunbury in Under the Dome, Rolle: Eva Sinclair / Dawn
- 2015–2018: Für Brit Morgan in Supergirl, Rolle: Leslie Willis / Livewire
- 2016–2021: Für Vanessa Ferlito in Navy CIS: New Orleans, Rolle: Tammy Gregorio
- 2017: Dragon Ball Super (Anime), Rolle: Vados
- 2017: Für Pearl Mackie in Doctor Who, Rolle: Bill Potts
- 2017: Für Veerle Baetens in Tabula Rasa, Rolle: Annemie D'Haeze
- 2017–2018: Antarktika, Rolle: Dr. Myra Johnson
- seit 2017: Für Miranda Rae Mayo als Stella Kidd in Chicago Fire
- 2017–2025: Für Samira Wiley als Moira in The Handmaid’s Tale – Der Report der Magd
- 2019: Für Rosa Salazar in Undone, Rolle: Alma Winograd-Diaz
- 2019–2020: Für Shyko Amos in Death in Paradise, Rolle: Officer Ruby Patterson
- 2020: Für Tracy Ifeachor in Treadstone, Rolle: Tara Coleman
- 2020: Für Malese Jow in Navy CIS: L.A., Rolle: Jennifer Kim
- 2020–2021: Für Caterina Scorsone in Seattle Firefighters – Die jungen Helden (Station 19), Rolle: Dr. Amelia Shepherd
- seit 2020: Für Mekia Cox in The Rookie, Rolle: Nyla Harper
- 2021, 2023: Für Wunmi Mosaku in Loki, Rolle: Jäger B-15
- 2022: Für Michiko Kaiden in Cyberpunk: Edgerunners, Rolle: Dorio
- 2024: Für Stephanie Beatriz in Hazbin Hotel, Rolle: Vaggie (Sprache)
- 2024: Für Hayley Atwell in Tomb Raider: The Legend of Lara Croft, Rolle: Lara Croft

### Videospiele
- Star Wars Battlefront II als Iden Versio

## Hörbücher und Hörspiele (Auswahl)
- 2013: Lauren Child: Gefährlicher als Gold, Argon Sauerländer Audio, ISBN 978-3-8398-4053-5 (Hörbuch)
- 2014: Libba Bray: The Diviners – Aller Anfang ist böse, der Audio Verlag, ISBN 978-3-86231-413-3 (Hörbuch)
- 2017: Scott Bergstrom: Cruelty: Ab jetzt kämpfst du allein, Argon Verlag, ISBN 978-3-8398-1546-5 (Hörbuch, ungekürzt: Audible)
- 2020: Mulan (Romanadaption), der Hörverlag, ISBN 978-3-8445-3731-4 (Hörbuch)
- 2021: Serena Valentino: Villains: Cruella, die Teufelin, der Hörverlag, ISBN 978-3-8445-4310-0 (Hörbuch)
- 2021: Eva Völler: Die Dorfschullehrerin – Was die Hoffnung verspricht, Lübbe Audio, ISBN 978-3-7857-8366-5 (Hörbuch)
- 2021 (Audible): Lady Bedfort Folge 74: Lady Bedfort und Die Leiche aus dem Mittelalter, als Hexe (Hörspiel)
- 2022: Eva Völler: Die Dorfschullehrerin – Was das Schicksal will, Lübbe Audio, ISBN 978-3-7857-8422-8 (Hörbuch, ungekürzt: Audible)